# Rafael Marquina (diseñador)
Rafael Marquina i Audouard (nacido en Madrid, 3 de noviembre de 1921 - 6 de junio de 2013) fue un diseñador y arquitecto español que desarrolló parte de su trabajo en Cataluña, creador de la revolucionaria aceitera-vinagrera.
En 1961 Marquina inventó las vinagreras antigoteo, diseño emblemático "que no gotea ni mancha"  y que ha sido objeto de numerosas copias a nivel mundial. El diseño era un conjunto de aceitera y vinagrera formado por un pitorro que dosifica el líquido y un recipiente, de vidrio transparente, cónico, que permite a la vez recoger las gotas de aceite y la entrada de aire en el matraz.
Marquina siguió una línea de trabajo coherente con una filosofía que se advierte en la mayoría de sus creaciones y que puede reducirse a tres axiomas. El primero se basa en que el diseño industrial es una actividad que parte básicamente de un criterio racional organicista sea cual sea la problemática (Sea de ámbito industrial, de comunicación o de uso). El segundo es que el diseñador industrial debe pasar por asumir como premisa indispensable la mejora progresiva de este uso por parte del usuario. El tercero es que el diseño industrial debe cuestionar la mejora del proceso de fabricación.
Este pionero del diseño industrial español contó con una larga carrera profesional. Entre otros trabajos fue el responsable del diseño en automoción para Talleres Costa en 1957-1958, planificó la remodelación de la joyería Roca de J.M. Sert en 1969, se hizo cargo del nuevo diseño exterior e interior del Banco Bilbao en la vía Layetana de Barcelona, realizó un centro de mesa para Barcelona’92, creó dos candelabros para Nanimarquina en 1993, tapones anti-goteo para embotellado de aceite HOJIBLANCA OLEO CRISTAL (2003) y dos lámparas de pie para ILUMINIL SA. Las obras de este autor, Premio Nacional de Diseño, hablan de su capacidad para trabajar en ámbitos diversos de sus disciplinas profesionales.
Compaginó su faceta profesional con colaboraciones como articulista en la revista Arquitectura del COAM, Serra D’Or, M+D Editores, Hogares Modernos, Cuadernos de Arquitectura y Bonart. También trabajó su faceta como escultor, habiendo realizando diferentes exposiciones.

## Fechas destacadas
- 1951 Empieza a diseñar muebles, lámparas y accesorios para sus instalaciones de interiores.
- 1955 Imparte un curso de diseño de interiores para licenciados de magisterio.
- 1956 Colabora con Moragas Gallisá en la ejecución de un proyecto de vivienda unifamiliar en San Justo Desvern. / El hecho es clave en su integración al movimiento fundacional de ADI FAD.
- 1957-1958 Diseño en automoción: un triciclo y una motocicleta para Talleres Costa.
- 1959 Junto a Miguel Milà y Andre Ricard están presentes en las conversaciones que culminan con la entrada masiva de los pioneros de diseño industrial en España en la junta del FAD.
- 1960 Colabora con SUPER T en la imagen de diseño de producto / Crea un perchero móvil y una mesa plegable para muebles MALDA.
- 1961 Gana el Delta de oro, en la primera edición del concurso, con las vinagreras Marquina. / Crea una cátedra en la escuela Elisava, dedicada especialmente a la detección y utilización de prejuicios en el proceso creativo del diseño.
- 1963 Trabaja en el proyecto y realización de productos “amerifrig” (serie completa de electrodomésticos de línea blanca) para IVICTA.
- 1966 Línea de electrodomésticos para FAGOR
- 1968 Entra como diseñador externo en la empresa PARERA de Badalona.
- 1969 Remodelación / Actualización joyería Roca de J.M. Sert
- 1970 Exposición en Madrid, promovida por el Ministerio de la Vivienda.
- 1971 Trabajos y exposición de “Suelos ligeros” de CEPLÁSTICA.
- 1972 Remodelación de fachada, vestíbulo y plantas baja y primera del Banco Bilbao en la vía Layetana de Barcelona.
- 1973 Diseño exterior e interior de joyería Roca en Avda. Diagonal.
- 1975 Diseño interior de la Dirección General de Educación Física y Deportes en la ciudad Universitaria en Madrid / Stand Visiona-Bayer, en Frankfurt.
- 1978 Frasquería (unas 10 piezas) ya dentro del creado comité de diseño de perfumería PARERA. Un premio internacional (Eurostar).
- 1989-1990 Rediseño vinagreras
- 1994 Envase para postre tradicional industrializado.
- 1998 Colaboración proyecto “Diseño industrial en España” en el Reina Sofía de Madrid / Colaboración en jornadas “Design for all”.
- 1999 Incursión en joyería.
- 2001 Serie de 9 productos para escritorio para TEXTURA.
- 2002 Estanterías suspendidas. / Banco público urbano. (Colaboración J.Moner) / Tres servicios cerámicas para la mesa.
- 2003 Dos tapones anti-goteo para embotellado de aceite HOJIBLANCA OLEO CRISTAL
- 2004 Creación de dos lámparas de pie para ILUMINIL SA
- 2005 Tapón precinto anti-goteo e irrellenable
- 2006 Portaaceites para restaurantes
- 2007 Paneras LUXUS de acero.
- 2010 Más de 10 colecciones de lámparas para PEDRET LIGHTING